# Calumma ambreense
Calumma ambreense là một loài thằn lằn trong họ Chamaeleonidae. Loài này được Ramanantsoa mô tả khoa học đầu tiên năm 1974.